# 4786 Tatianina
4786 Tatianina је астероид главног астероидног појаса чија средња удаљеност од Сунца износи 2,358 астрономских јединица (АЈ).
Апсолутна магнитуда астероида је 13,2.